# Metropolia Ottawa-Cornwall
Metropolia Ottawa-Cornwall – metropolia Kościoła rzymskokatolickiego we wschodniej Kanadzie w prowincji Ontario. Obejmuje metropolitalną archidiecezję Ottawa i trzy diecezje. Została ustanowiona 8 czerwca 1886.
W skład metropolii wchodzą:
- Archidiecezja Ottawy-Cornwall
- Diecezja Hearst–Moosonee
- Diecezja Pembroke
- Diecezja Timmins